# ویوا ایر پرو
ویوا ایر پرو (انگلیسی: Viva Air Perú) شرکت هواپیمایی پروئی است، که در سال ۲۰۱۶ تأسیس شد.